# Halgerda carlsoni
Halgerda carlsoni è un mollusco nudibranco appartenente alla famiglia Discodorididae.

## Descrizione
Corpo di colore bianco latteo, talvolta traslucido, con estroflessioni dello stesso colore con la sommità gialla, talvolta molto marcate. Rinofori e branchie dello stesso colore del corpo, finemente reticolate in nero o grigio. Fino a 6 centimetri.

## Distribuzione e habitat
Oceano Pacifico orientale, nella fascia tropicale.